# Marcha (přítok Viljuje)
Marcha (rusky Марха, jakutsky Марха) je řeka v Jakutské republice v Rusku. Je 1 181 km dlouhá. Povodí má rozlohu 99 000 km².

## Průběh toku
Pramení ve východní části Jakutské planiny. Ústí zleva do Viljuje (povodí Leny).

### Přítoky
- zprava – Morkoka (největší)

## Vodní režim
Zdrojem vody jsou sněhové a dešťové srážky. Nejvyšších vodních stavů dosahuje na jaře. V létě a na podzim dochází k povodním. V zimě množství protékající vody prudce klesá. Průměrný roční průtok vody ve činí 405 m³/s a maximální 7 630 m³/s. Zamrzá na konci září až na začátku října a rozmrzá na konci května až na začátku června. Až do dna řeka promrzá na 150 dní na dolním toku a na 208 dní na horním toku.

## Využití
Vodní doprava je možná od ústí přítoku Morkoka. V povodí řeky jsou naleziště diamantů.